# Eulepidotis phrygionia
Eulepidotis phrygionia là một loài bướm đêm trong họ Erebidae.